# Indigofera australis
Indigofera australis är en ärtväxtart som beskrevs av Carl Ludwig von Willdenow. Indigofera australis ingår i släktet indigosläktet, och familjen ärtväxter. Inga underarter finns listade i Catalogue of Life.

## Bildgalleri

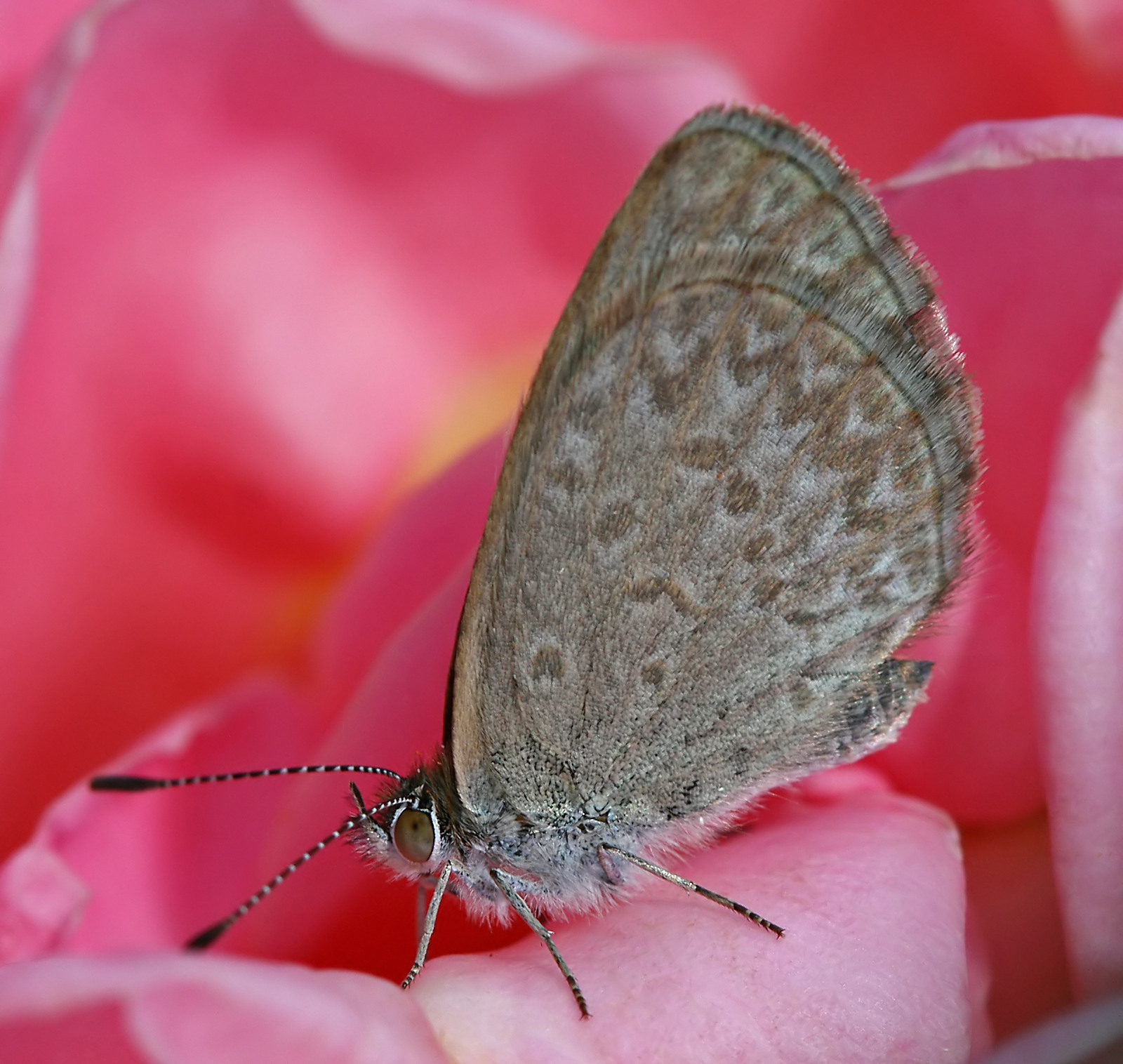
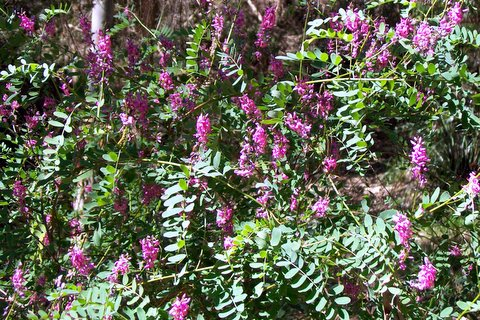
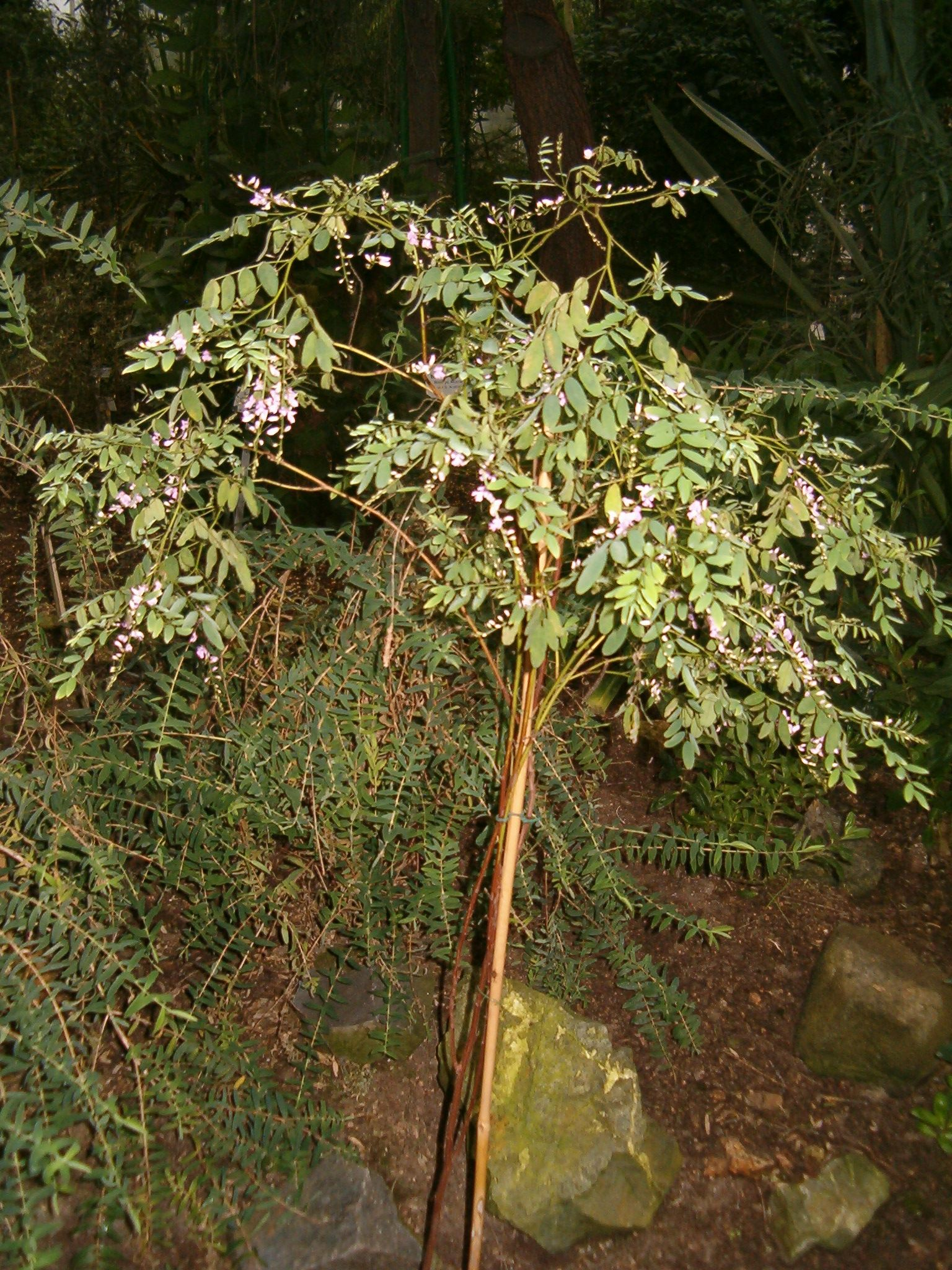
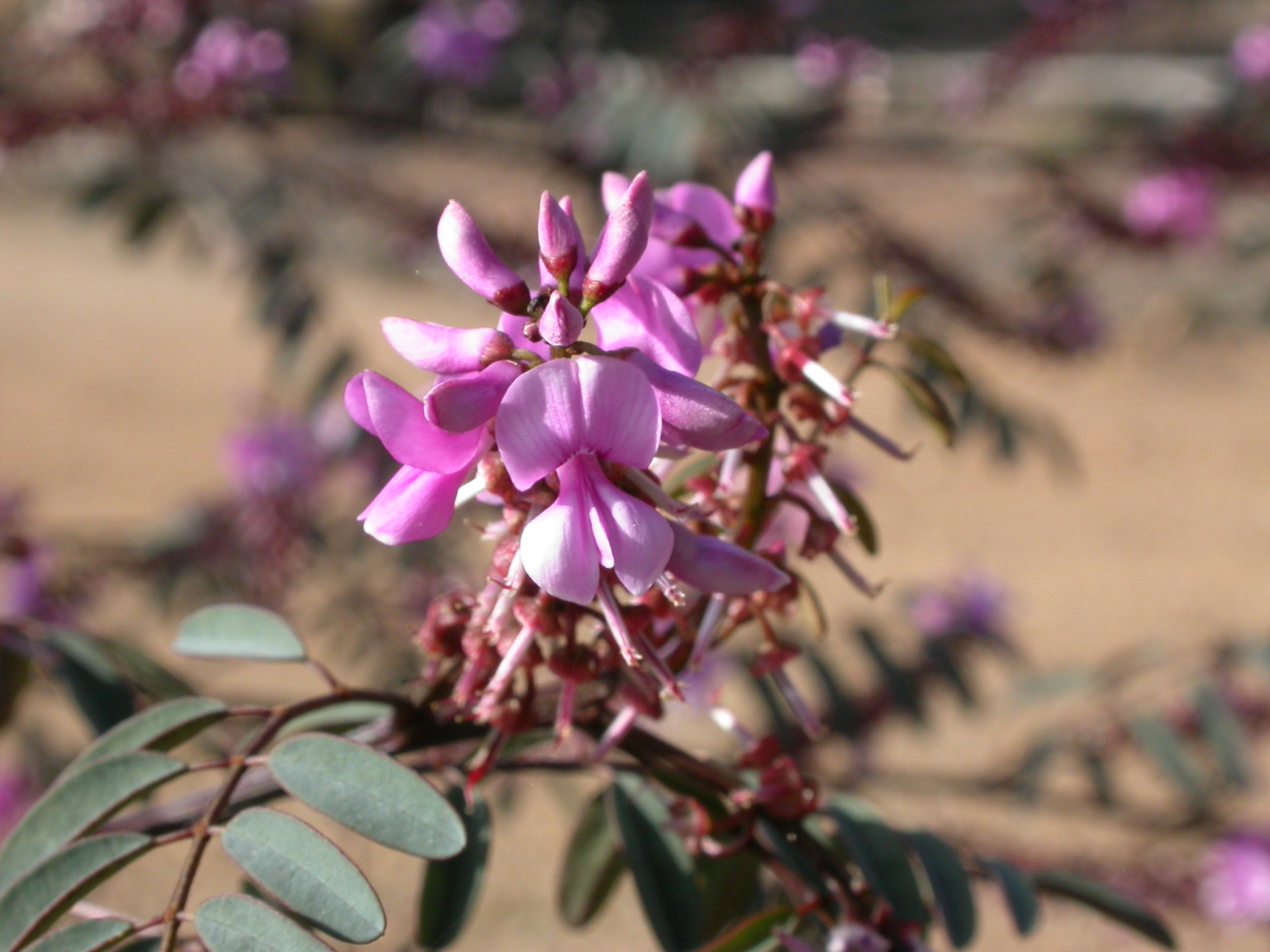